# Сан-Лазаро (Макао)
Сан-Лазаро (кит. 望德堂區, порт. São Lázaro) — фрегезия в САР Макао Китайской Народной Республики.

## География
Находится в центрально-южной части полуострова Макао. Высота над уровнем моря — 22 м.

## Достопримечательности

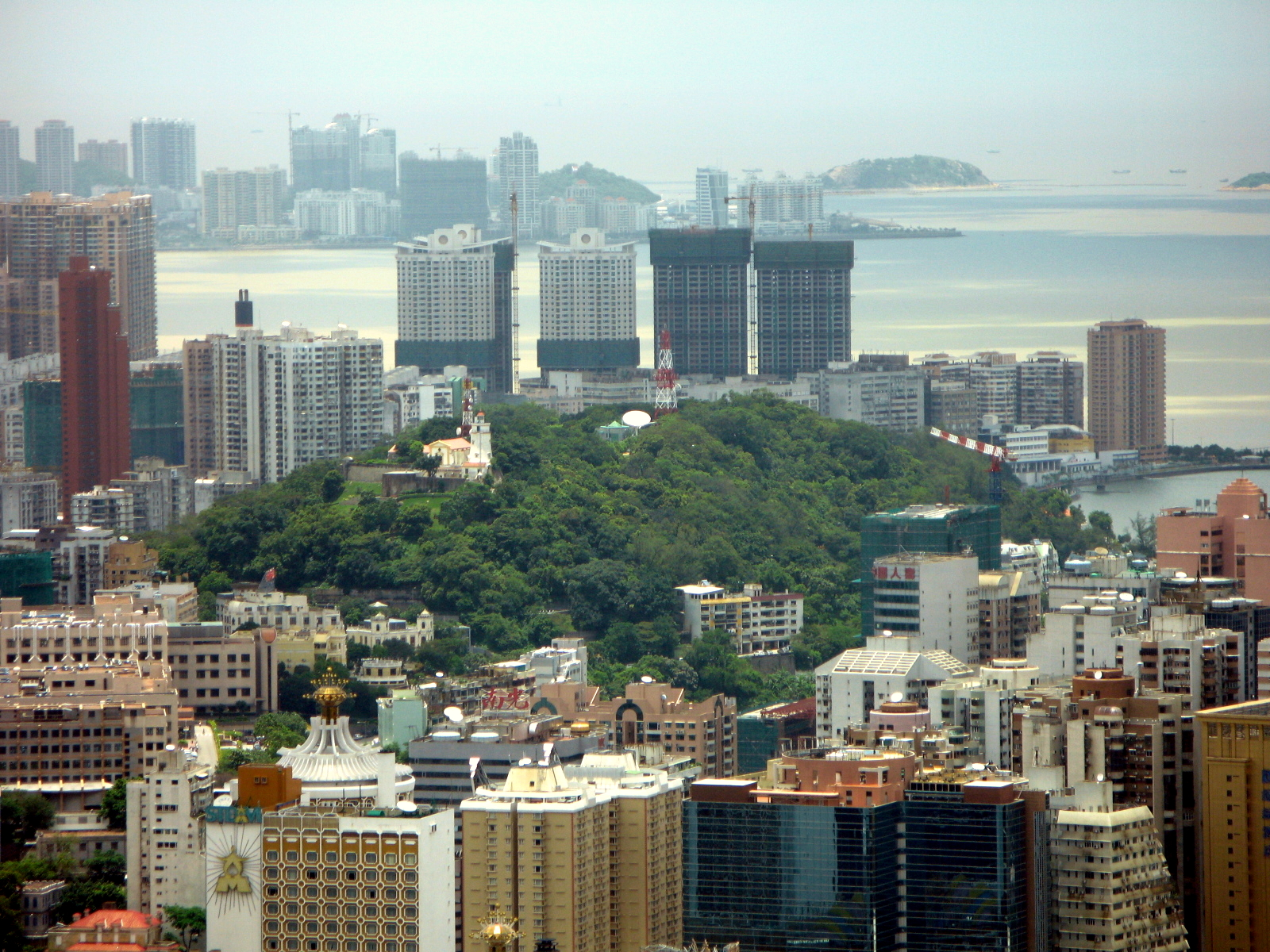
Крепость Форталеза-де-Носса-Сеньора-да-Гия

На территории фрегезии находится крепость XVII века Форталеза-де-Носса-Сеньора-да-Гия.

## Религия

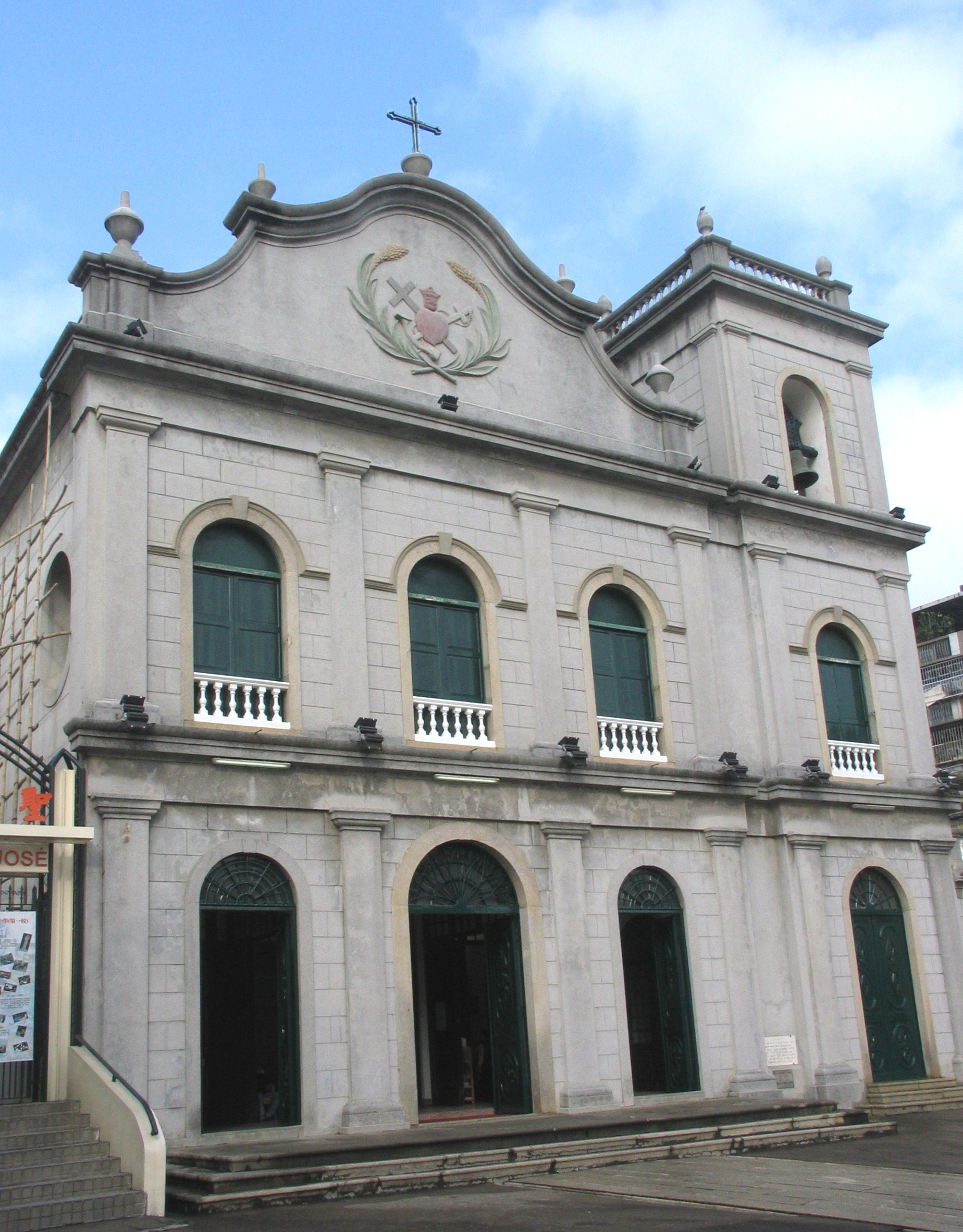
Церковь Сан-Лазаро

В этой части Макао находится католический храм XVI века Игрежа-де-Сан-Лазаро, в честь которого получила название фрегезия.